# Camponotus exsectus
Camponotus exsectus é uma espécie de inseto do gênero Camponotus, pertencente à família Formicidae.